# Eckhart Ferenc
]

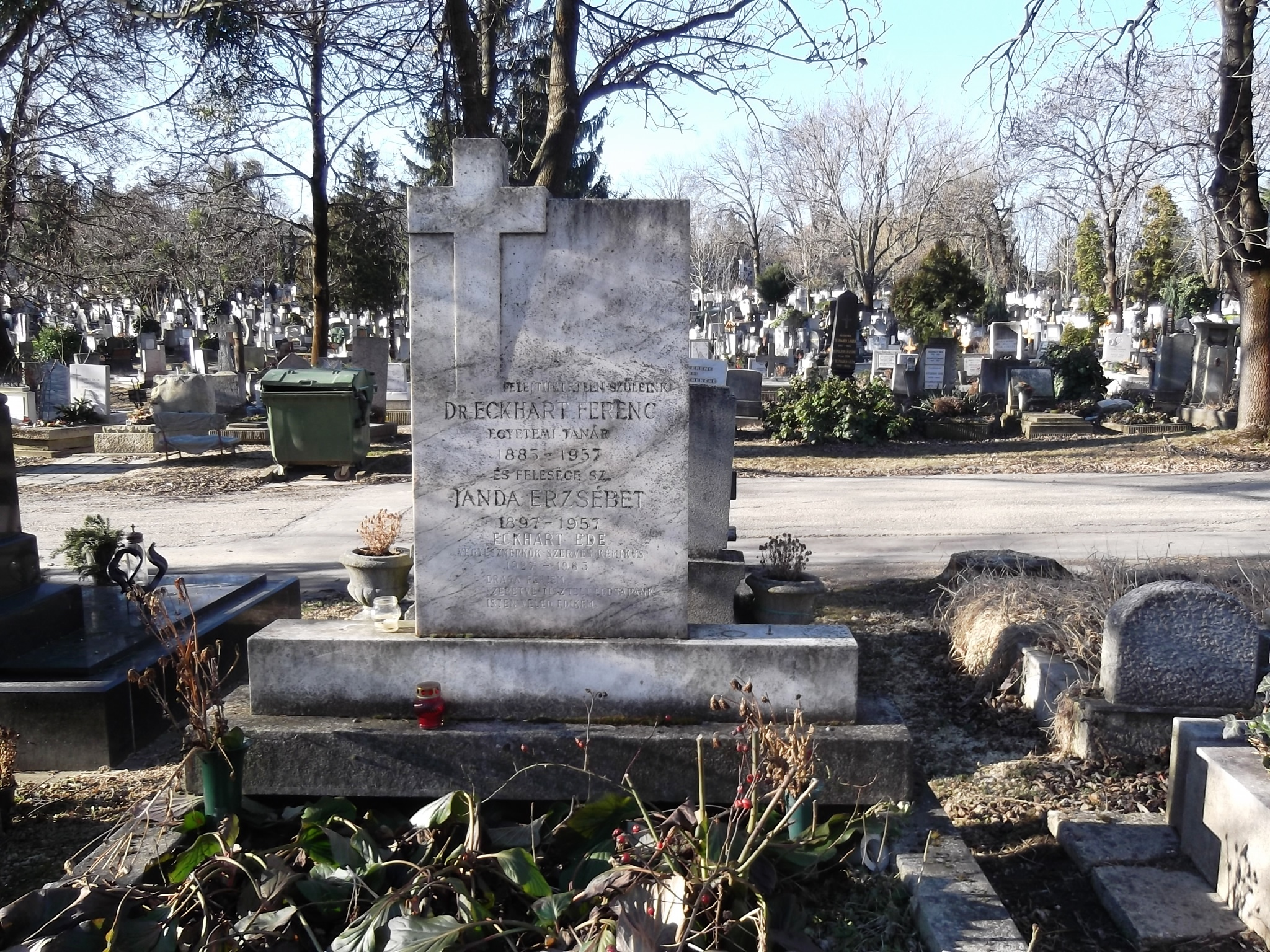
Eckhart Ferenc (1885-1957) és felesége Janda Erzsébet (1897–1957) sírja a Farkasréti Temetőben [28-0-1-249-250

Eckhart Ferenc (Arad, 1885. november 18. – Budapest, 1957. július 28.) jog- és gazdaságtörténész, levéltáros, egyetemi tanár, tanszékvezető, dékán; miniszteri tanácsos az MTA tagja (levelező: 1919, rendes 1934). 1946-tól 1949-ig a Magyar Történelmi Társulat elnöke. Testvére  a francia nyelv professzora, Eckhardt Sándor.

## Életpályája
Római katolikus aradi kispolgári értelmiségi családban született. Apja, Eckhart Ede takarékpénztári igazgató, anyja Gebhardt Teréz (1863 – Budapest, 1939. február 28.) volt. Apai nagyszülei Eckhart Ferenc (1810–1885), és Paschinger Márta (1825–1913) voltak. Anyai nagyszülei Gebhart János és Jachini Júlia (1831–1912) voltak.
Szülővárosában érettségizett, majd Pesten bölcsészhallgató volt. Jogi tanulmányokat nem folytatott, emiatt később támadták. Egyetemi tanulmányai után 1911-ben a bécsi állami levéltárba került. 1919 áprilisában a Tanácsköztársaság a bécsi követséghez osztotta be a Magyarországot érintő anyag hazahozatalának előkészítésére. A feladatot külügyminiszteri osztálytanácsos beosztásban végezte. 1928-ban a bécsi Magyar Történeti Intézet igazgatója lett. 1929-től a budapesti egyetem jogi karán a jog- és alkotmánytörténet tanszéket vezette.
A polgári történettudományon alapuló programját 1931-ben hirdette meg. Ezt a forráskutatás és a Timon Ákos-féle nacionalista irányzattal, valamint a feudális eredetű alkotmánytörténeti illúziókkal szembeni kritika jellemezte. Tézisei miatt az országgyűlésben is támadások érték, tanszékét csaknem elvesztette. A karon Magyary Zoltánnal került baráti kapcsolatba. 1943 és 1945 között a Századok szerkesztője, 1946 és 1949 között pedig a Magyar Történelmi Társulat elnöke volt.
Munkásságából a vérszerződés, a Szent Korona-tan, a földesúri bíráskodás és a megyei igazságszolgáltatás kérdése emelkedik ki. Vallotta, hogy a jogszabályok elemzése mellett azok hatályosulásának a vizsgálata is fontos feladat. Az 1950-es években háttérbe szorult, ekkor a jogtörténet mellett behatóan foglalkozott gazdaságtörténettel is. 1956-os tevékenysége miatt „szellemtörténettel” vádolták, a meghurcoltatástól halála mentette meg. Az ELTE 1986-ban rehabilitálta, egykori szemináriumában emléktáblát avattak a tiszteletére. Az Akadémia 1989-ben állította vissza rendes tagságát.
Testvére Eckhardt Sándor, a francia szótárak szerkesztője. 
Eckhart Ferenc felesége, Janda Erzsébet (Budapest, 1897. október 21. – Budapest, 1957. november 13.), akinek a szülei Janda Gyula cselédszerző és Bolvári Teréz bába voltak.

## Értékelése
Degré Alajos 1946-os alkotmány- és jogtörténet könyvével kapcsolatban megjegyezte: „Eckhart levetkőzte a szellemtörténeti illúziókat, és könyve a pozitivista jogtörténet klasszikus példája. (…) Az első olyan magyar jogtörténeti tankönyv, mely kora európai polgári történeti színvonalán áll.”

## Fontosabb munkái
- A bécsi udvar gazdasági politikája Magyarországon Mária Terézia korában PDF (Bp., 1922)
- Bevezetés a magyar történelembe (Pécs – Bp., 1924)
- Introduction à L'Histoire Hongroise (Paris, 1928);
- A Habsburg-Lotharingiai ház családi törvénye (Bp., 1929)
- A magyar alkotmányfejlődés (Bp., 1931)
- Magyarország története Archiválva 2018. november 11-i dátummal a Wayback Machine-ben (Bp., 1933)
- A jog- és államtudományi kar története 1667–1935 (Bp., 1936)
- Thallóczy Lajos, a történetíró (Bp., 1938)
- A Szentkorona-eszme története (Bp., 1941)
- A magyar közgazdaság száz éve 1841-1941 (Bp., 1941)
- Magyar alkotmány- és jogtörténet (Bp., 1946)
- 1848, a szabadság éve (Bp., 1948)
- A földesúri büntetőbíráskodás a XVI–XVII. században (Bp., 1954)
- A bécsi udvar gazdaságpolitikája Magyarországon 1780–1815 (Bp., 1958)